# آفیپسیپ
آفیپسیپ (به لاتین: Afipsip) یک منطقهٔ مسکونی در روسیه است که در آدیغیه واقع شده‌است.